# Décès en novembre 1993
Décès
- 1989
- 1990
- 1991
- 1992
- 1993
- 1994
- 1995
- 1996
- 1997

Pour une information complémentaire, voir la page d'aide.

| Date        | Nom                      | Activités                                              | Âge      | Source |
| ----------- | ------------------------ | ------------------------------------------------------ | -------- | ------ |
| 3 novembre  | John Lupton              | acteur américain                                       | 65       |        |
| 3 novembre  | Lev Sergueïevitch Termen | ingénieur russe, inventeur du thérémine                | 97       |        |
| 7 novembre  | Charles Aidman           | acteur américain                                       | 68       |        |
| 10 novembre | Paul Oßwald              | footballeur et entraîneur allemand                     | 88       | (de)   |
| 12 novembre | H. R. Haldeman           | homme d'affaires et conseiller politique américain     | 67       | (en)   |
| 15 novembre | Fritz Feld               | acteur germano-américain                               | 93       |        |
| 16 novembre | Achille Zavatta          | clown français                                         | 78       |        |
| 16 novembre | Lucia Popp               | soprano slovaque                                       | 54       |        |
| 16 novembre | Frank C. Mockler         | homme politique américain                              | 84       | (nl)   |
| 20 novembre | Emile Ardolino           | réalisateur et producteur américain                    | 50       |        |
| 20 novembre | Paul Guiragossian        | peintre arménien palestinien et libanais               | 66 ou 67 |        |
| 21 novembre | Bill Bixby               | acteur, réalisateur et producteur américain            | 59       |        |
| 22 novembre | Jean-Claude Wuillemin    | coureur cycliste français                              | 50       |        |
| 22 novembre | Alois De Hertog          | coureur cycliste belge                                 | 66       |        |
| 24 novembre | Yvonne Jean-Haffen       | peintre, dessinatrice, graveuse et céramiste française | 98       |        |
| 25 novembre | Carl Lorenz              | coureur cycliste allemand                              | 79       |        |
| 25 novembre | Anthony Burgess          | musicien et linguiste britannique                      | 76       |        |
| 28 novembre | Camillo Togni            | compositeur, professeur et pianiste italien            | 71       | (en)   |